# 錫拉奇湖
56°00′00″N 60°44′10″E / 56°N 60.7361°E
錫拉奇湖（俄語：Силач）是俄羅斯車里雅賓斯克州的湖畔，處於斯涅任斯克南部，面積18.4平方公里，平均水深2.5米，最大水深4米。